# Argumentum ad consequentiam
Az argumentum ad consequentiam (latinul „következményekre hivatkozás”), vagy röviden ad consequentiam, olyan érvelési hiba, amely nem a vita tárgyára épít, hanem a vitatott álláspont kívánatos/nemkívánatos következményeire utal.

## Fajtái

### Általános forma
Ha P, akkor Q
Q kívánatos/nemkívánatos
Tehát, P igaz/hamis

### Pozitív forma
Ha P, akkor Q
Q kívánatos
Tehát, P igaz

#### Példák
„Az emberek fognak tudni fénysebességnél gyorsabban is utazni, mert így eljuthatnak a távoli galaxisokhoz is.”

### Negatív forma
Ha P, akkor Q
Q nemkívánatos
Tehát, P hamis
A negatív forma egy speciális esete az argumentum ad baculum (erőre hivatkozó érvelés).

#### Példák
„A New York Timesban nincsenek tévedések, különben nem lenne megbízható forrás.”
„Veszélyes megkérdőjelezni az AIDS mibenlétét, hiszen akkor az emberek nem gyakorolnák a biztonságos szexet.”
„Az nem lehet, hogy Isten ne létezzen, mert akkor az életünk csak a véletlenek sorozata lenne, minden cél és értelem nélkül.”
„Az nem lehet, hogy Isten létezik, mert ha létezne, nem éheznének és nem lenne terrorizmus.”